# Alexander von Friesen
Alexander Luitbert Freiherr von Friesen (* 28. Dezember 1849 in Dresden; † 3. Dezember 1921 in Cunnersdorf) war ein königlich-sächsischer Generalmajor.

## Leben
Alexander Freiherr von Friesen stammte aus dem 1653 in den Reichsfreiherrenstand erhobenen Uradelsgeschlecht von Friesen. Sein Vater war der königlich-sächsische Oberstleutnant und Kommandeur des 16. Infanterie-Bataillons Luitbert Freiherr von Friesen (1816–1866). Seine Mutter Cäcilie Wilhelmine stammte aus der böhmisch-sächsischen Adelsfamilie Sahrer von Sahr und stammte aus Dresden. In der sächsischen Residenzstadt Dresden erblickte auch Alexander Freiherr von Friesen als zweitältester Sohn seiner Eltern das Licht der Welt. Im Gegensatz zu seinem 1847 geborenen älteren Bruder Heinrich Freiherr von Friesen, der eine Verwaltungslaufbahn einschlug und am Dresden Hof königlich-sächsischer Kammerherr und Wirklicher Geheimer Rat wurde, schlug Alexander eine militärische Laufbahn ein. Zuletzt trug er den Dienstgrad eines Generalmajors, als solcher setzte er sich auf dem Forsthof in Cunnersdorf in der Sächsischen Schweiz zur Ruhe.
Am 20. Oktober 1903 ließ er sich seinen freiherrlichen Adelstitel unter der Nr. 25 in das Königlich sächsische Adelsbuch eintragen.

## Familie
Alexander Freiherr von Friesen heiratete in Dresden am 23. April 1871 die aus Sankt Petersburg stammende Vera Chroustchoff. Aus ihrer gemeinsamen Ehe gingen die beiden am 23. März 1872 geborenen Zwillingsschwestern Alexandra und Vera Cäcilie sowie die am 11. Oktober 1873 geborene Tochter Marianne Katherina hervor. Letztere heiratet 1899 den auf Großschönau stammenden Großkaufmann Curt von Haebler, der den Forsthof in Cunnersdorf übernahm.

## Wappen
Er führte folgendes Wappen: 1 und 4 in Gold einwärts ein gekrönter schwarzer Adler, 2 und 3 in Silber 3 (1, 2) rote Rosen an grün-blättrigen Stielen.